# 신주인수권부사채
신주인수권부사채(新株引受權附社債, Bond with Warrant, BW)는 발행기업의 주식을 매입할 수 있는 권리가 부여된 사채(社債)이다. 고정된 이자를 받을 수 있는 채권과 주식 인수 권리가 따로 매매될 수도 있다. 정해진 수량의 주식·채권 등을 약정한 값에 매매할 수 있는 권리를 가진 사람이 주식을 요구할 경우 대개 신주를 발행, 건네주는 게 일반적이다. 투자자들은 발행기업의 주가가 약정된 매입가를 웃돌면 주식을 팔아 차익을 남길 수 있다. 그렇지 않으면 워런트를 포기하면 된다.